# Julián Pérez Ávila
Julián Pérez Ávila (España, 1901 – España, 23 de agosto de 1973) fue un actor de cine, televisión y teatro que realizó su carrera profesional en su país y en Argentina.
Trabajó en radio acompañado por la actriz Carmen Caballero conduciendo un programa dedicado a España y en la década de 1960 regresó a este país para radicarse en forma definitiva.

## Filmografía
Actuó en los siguientes filmes:
Actor
- El octavo infierno, cárcel de mujeres (1964) Asistente del juez
- Extraña ternura (1964) …Transpunte en cabaret
- El club del clan (1964)
- Los inocentes (1963)
- Las ratas (1963)
- La murga (1963)
- Cuarenta años de novios (1963)
- Mi Buenos Aires querido (1961)
- La maestra enamorada (1961)
- Sábado a la noche, cine (1960)
- Una viuda difícil (1957)
- Oro bajo (1956)
- Cubitos de hielo (1956)
- Novia para dos (1956)
- El amor nunca muere (1955)
- El abuelo o Tormenta de odios (1954)  … Pío
- La edad del amor (1954)
- El grito sagrado (1954)
- La pasión desnuda (1953)
- La mujer de las camelias (1953)
- La indeseable (1951) …Gerente
- La orquídea (1951)
- Nacha Regules (1950)
- María Rosa (1946) …Médico
- La hija de Juan Simón  1935) …Médico

## Televisión
- Novela  (serie) 
  - La caída (1974)
  - Cuentos de la Alhambra (1971)
  - La caña de pescar (1971)
  - Elena (1971)
  - Aurora negra (1970)
  - El Conde de Montecristo (1969)
- Ficciones  (serie) 
  - El Conde Lara (1972)
  - La puerta tapiada (1972)
  - Miedo (1972)
- Pequeño estudio  (serie) 
  - La escalera (1970)
- Escritores en televisión  (serie) 
  - La mujer del cementerio (1969)
  - La pedida (1969)
- Hora once  (serie) 
  - Llegada de noche (1969)
  - La venda (1968)
- Señorita Medianoche  (serie) (1963) …Matías
- El sí de las niñas  (1961)
- La hermana San Sulpicio    (1960) …Don Oscar